# Мар'янівка (Ковельський район)
Мар'я́нівка — село в Україні, у Ковельському районі Волинської області, входить до Голобської селищної громади. Населення становить 35 осіб.

## Географія
На північно-східній стороні від села бере початок річка Широка, права притока Турії.

## Історія
У 1906 році село Любитівської волості Ковельського повіту Волинської губернії. Відстань від повітового міста 20 верст, від волості 18. Дворів 27, мешканців 186.

## Населення
Згідно з переписом УРСР 1989 року чисельність наявного населення села становила 99 осіб, з яких 34 чоловіки та 65 жінок.
За переписом населення України 2001 року в селі мешкала 71 особа.

### Мова
Розподіл населення за рідною мовою за даними перепису 2001 року:
| Мова       | Відсоток |
| ---------- | -------- |
| українська | 97,18 %  |
| російська  | 2,82 %   |